# طباع
طباع تشير إلى شخص أو شيء يقوم بالطباعة. وبالتالي، يمكن أن يشير ذلك إلى شخص يمارس نشاط الطباعة كمهنة، أو الشخص الذي يدير مطبعة أو يمتلكها.